# Referendum gminne w sprawie odwołania Prezydenta Miasta Grudziądza oraz Rady Miejskiej Grudziądza przed upływem kadencji w 2004 roku
Referendum gminne w sprawie odwołania Prezydenta Grudziądza Andrzeja Wiśniewskiego oraz Rady Miejskiej Grudziądza przed upływem kadencji – odbyło się 14 marca 2004 roku. 
Jest to drugie referendum gminne przed upływem kadencji w Grudziądzu. Poprzednia próba odwołania Rady Miejskiej odbyła się 11 czerwca 2000 roku, gdy miastem rządziło SLD. Był to pierwszy w Polsce, w ponad 100 tys. mieście plebiscyt dot. odwołania organu stanowiącego. Wówczas prawie 9 tys. mieszkańców - 95,3% głosujących - opowiedziało się za odwołaniem rajców, jednak frekwencja wyniosła 12% i referendum nie dało wyniku rozstrzygającego.

## Przebieg inicjatywy referendalnej
12 listopada 2003 roku Grupa Inicjatorów Referendum, rozpoczęła akcję zbierania podpisów zwolenników plebiscytu terytorialnego. Przeciwnicy prezydenta zarzucali mu złamanie przedwyborczych obietnic, m.in.: brak tworzenia nowych miejsc pracy, stagnacja w poszukiwaniu inwestorów i przedsiębiorców, którzy mieli by zasilić szeregi lokalnego rynku, zwiększenie o 5 mln zł zadłużenia miejscowego szpitala im. Władysława Biegańskiego, dążenie do powstawania kolejnych wielkopowierzchniowych sklepów, mających być powodem upadłości małych przedsiębiorców oraz czystki kadrowe w magistracie. Wśród inicjatorów niezadowolonych z rządów Wiśniewskiego i zdominowanej przez prawicowy Ruch dla Grudziądza rady miasta, znaleźli się lokalni politycy stowarzyszeń: Zgoda dla Grudziądza, Rodzina Grudziądzka oraz Krajowa Partia Emerytów i Rencistów, startujących w wyborach samorządowych w 2002. Ich żądania poparło także SLD.
Zgodnie art. 4 ustawy z dnia 15 września 2000 r. o referendum lokalnym (Dz. U. 2000 nr 88 poz. 985), referendum przeprowadza się na wniosek co najmniej 10 % uprawnionych do głosowania mieszkańców gminy, co w przypadku Grudziądza narzucało inicjatorom konieczność zebrania 8 tys. podpisów. 
Po rozpoznaniu wniosku inicjatora Komisarz Wyborczy w Toruniu Zofia Redzińska-Czerwińska uznała pismo i Postanowieniem nr 2/04 z dnia 21 stycznia 2004 r., zarządziła przeprowadzenie referendum gminnego w sprawie odwołania włodarza Grudziądza Andrzeja Wiśniewskiego i organu uchwałodawczego miasta jakim jest Rada Miejska Grudziądza, na dzień 14 marca.

Ustalono również następującą treść pytania referendalnego:
Czy Pan(i) jest za odwołaniem Pana Andrzeja Wiśniewskiego z funkcji Prezydenta Miasta Grudziądza oraz Rady Miejskiej Grudziądza ?

## Wyniki głosowania
W dniu głosowania wyborcom udostępniono urny w 53 komisjach obwodowych na terenie miasta. Lokale wyborcze pozostawały otwarte w godzinach 6:00-20:00. Do wzięcia udziału w referendum uprawnionych było 79 132 grudziądzan. Wyniki głosowania zostały podane w obwieszczeniu Państwowej Komisji Wyborczej, według którego w plebiscycie wzięło udział 21 264 osoby. Do uznania referendum wiążącym, zabrakło prawie 2,5 tys. głosów.

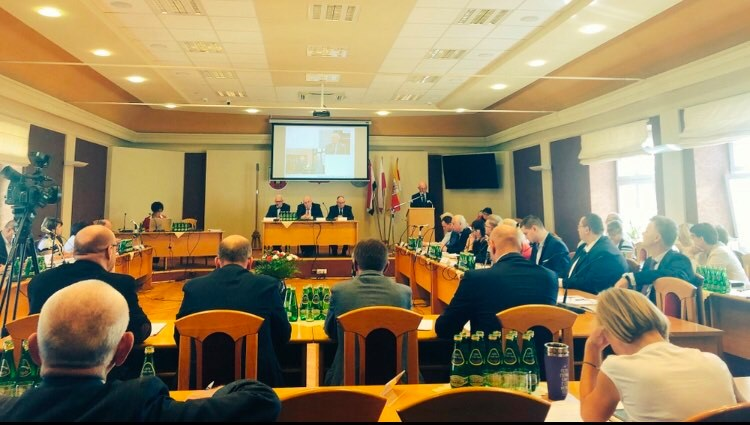
Rada Miejska Grudziądza w 2018 roku

| Odpowiedź                                                | Głosów | Głosów |
| Odpowiedź                                                | Liczba | %      |
| -------------------------------------------------------- | ------ | ------ |
| Tak                                                      | 20 455 | 96,63  |
| Nie                                                      | 713    | 3,37   |
| Głosy ważne                                              | 21 168 | 99,55  |
| Głosy nieważne                                           | 96     | 0,45   |
| Razem                                                    | 21 264 | 100,00 |
| Liczba uprawnionych                                      | 79 128 | 79 128 |
| Frekwencja                                               | 26,87  | 26,87  |
| Frekwencja wymagana                                      | 30,00  | 30,00  |
| Źródło: Miejska Komisja do Spraw Referendum w Grudziądzu |        |        |

## Skutki
W myśl ustawy o referendum lokalnym (art. 55) do odwołania prezydenta miasta i rady miejskiej potrzebny był udział 30% uprawnionych do głosowania (w tym większość za odwołaniem). Frekwencja osiągnęła 26,87%, w związku z czym referendum zostało uznane za nieważne, gdyż do urn musiało by pójść co najmniej 23 738 mieszkańców. IV kadencja Rady Miejskiej nie została skrócona, a Andrzej Wiśniewski pozostał na stanowisku prezydenta Grudziądza. Następne referendum według art. 5 mogło by się odbyć dopiero po upływie 12 miesięcy od dnia ostatniego referendum odwoławczego i nie przed 6 miesiącami przed zakończeniem kadencji.